# Список російськомовних телеканалів
|  | Службовий список статей, створений для координації робіт з розвитку теми. Це попередження не встановлюється на інформаційні списки і глосарії. |

Список телеканалів, які ведуть мовлення російською мовою:

## Росія

### Загальноросійські
- Перший канал. Всесвітня мережа
  - Перший канал
  - Карусель
  - Дом кіно
  - Дом кіно Преміум
  - Музика Першого
  - Время
  - Телекафе
  - Бобер
  - О!
  - Поїхали!
  - Перемога!
  - Катюша
- ВГТРК
  - Росія-1
  - Росія-К
  - Росія-24
  - Карусель
  - Цифрове телебачення ВГТРК
- Національна Медіа Група
  - П'ятий канал
  - РЕН ТВ
- Газпром-Медіа
  - НТВ
  - ТНТ
  - ТВ3
  - 2х2
  - Пятница!
  - Суббота!
  - НТВ Серіал
  - НТВ Право
  - НТВ Стиль
  - НТВ Хіт
  - ТНТ4
  - ТНТ Music
  - Газпром-Медіа Матч
  - НТВ-Плюс/РЕД Медіа
- СТС Медіа
  - СТС
  - СТС Love
  - СТС Kids
  - Домашній
  - Че
- ЮТВ-Медіа
  - Ю
  - Муз-ТВ
  - Канал Disney
- Клуб 100
  - Ретро
  - Російський Іллюзіон
  - Іллюзіон+
  - Еврокіно
  - Унікум
  - Зоопарк
  - Полювання та Рибалка
  - Усадьба
  - Здорове ТБ
  - Психологія 21
  - Точка відриву
  - Питання та Відповіді
  - Драйв
  - Авто 24
- ТВ Центр
- Звезда
- Мир
- Мир 24
- Москва 24
- Москва. Довіра
- 360°
- 360° Новини
- РБК ТБ
- Russian Travel Guide
- Спас
- Знание
- Music Box
- Russian Music Box
- Гумор TV
- RU.TV
- Ностальгія
- Союз

## Інші країни
- R1
- TVRUS
- Euronews
- Eurosport
- Білорусь-24 (телеканал мовить білоруською та російською мовами)
- Хабар (телеканал мовить казахською та російською мовами)
- КТК (телеканал мовить казахською та російською мовами)
- Сьомий канал (телеканал мовить казахською та російською мовами)
- Нове телебачення (телеканал мовить казахською та російською мовами)
- Інтер (телеканал мовить українською та російською мовами)
- ТСВ
- ТВ ПМР
- БТВ
- RTVi, міжнародна мережа телеканалів:
  - RTVi
  - Наше кіно
  - Дитячий світ
  - Світ серіалу

|  | Службовий список статей, створений для координації робіт з розвитку теми. Це попередження не встановлюється на інформаційні списки і глосарії. |